# Xiaomi Mi MIX 2S
Xiaomi Mi MIX 2S — смартфон компанії Xiaomi, що входить у дизайнерську серію Mi MIX. Є покращеною версією Xiaomi Mi MIX 2. Дизайном цього смартфону займалася компанія Xiaomi без Філіппа Старка. Був представлений 27 березня 2018 року.

## Дизайн
Екран виконаний зі скла Corning Gorilla Glass 4. Задня панель смартфону виконана з кераміки. Бокова частина виконана з алюмінію.
Знизу знаходяться роз'єм USB-C, динамік та мікрофон. Зверху знаходиться другий мікрофон. З лівого боку знаходиться слот під 2 SIM-картки. З правого боку знаходяться кнопки регулювання гучності та кнопка блокування смартфону. Сканер відбитку пальця знаходиться на задній панелі.
В Україні Xiaomi Mi MIX 2S продавався чорному та білому кольорах.

## Технічні характеристики

### Платформа
Смартфон отримав флагманський процесор Qualcomm Snapdragon 845 з тактовою частотою 2.8 ГГц та графічний процесор Adreno 630.

### Батарея
Батарея отримала об'єм 3400 мА·год та підтримку швидкої зарядки Quick Charge 3.0 на 18 Вт. Це перший смартфон Xiaomi, що отримав підтримку бездротової зарядки. Також є підтримка швидкої бездротової зарядки стандарту Qi на 7.5 Вт.

### Камера
Смартфон отримав основну  подвійну камеру 12 Мп, f/1.8 (ширококутний) + 12 Мп, f/2.4 (телеоб'єктив) з фазовим автофокусом, 4-осьовою оптичною стабілізацією та здатністю запису відео в роздільній здатності 4K@30fps. Фронтальна камера отримала роздільність 5 Мп, діафрагму f/2.0 та здатність запису відео в роздільній здатності 1080p@30fps.

### Екран
Екран IPS, 5.99'',  FullHD+ (2160 x 1080) зі співвідношенням сторін 18:9 та щільністю пікселів 403 ppi. Смартфон має мінімальні рамки по бокам та зверху і великий відступ знизу де знаходиться фронтальна камера.

### Пам'ять
Смартфон продавався в комплектаціях 6/64, 6/128 та 8/256 ГБ.

### Програмне забезпечення
Смартфон був випущений на MIUI 9, що базувалася на Android 8.1 Oreo. Був оновлений до MIUI 12 на базі Android 10.

## Xiaomi Mi MIX 2S Special Art Edition
Xiaomi Mi MIX 2S Special Art Edition — спеціальна версія Mi MIX 2S розроблена компанією Xiaomi спільно з Британським музеєм і розрахована на поціновувачів мистецтва. Його особливістю стало золоте обрамлення тилової камери, а також назва музею на панелі смартфону. Також він отримав ексклюзивний чохол та нову коробку. Був представлений 9 травня 2018 року та був оцінений в 675$.

## Див. Також
- Xiaomi Mi MIX 3
- Xiaomi Mi 8